# Nazionale femminile di calcio del Cile
La nazionale di calcio femminile del Cile  è la rappresentativa calcistica femminile internazionale del Cile, gestita dalla locale federazione calcistica (FFCh).
In base alla classifica emessa dalla FIFA il 15 marzo 2024, la nazionale femminile occupa il 38º posto del FIFA/Coca-Cola Women's World Ranking.
Come membro della CONMEBOL partecipa a vari tornei di calcio internazionali, come al Campionato mondiale FIFA, alla Copa América Femenina, ai Giochi olimpici estivi e ai tornei a invito.
La nazionale femminile del Cile è l'unica, insieme a quella brasiliana, ad aver partecipato a tutte le edizioni della Copa América Femenina, dove il migliore risultato è stato il secondo posto conquistato nel 1991 e nel 2018. Grazie a quest'ultimo risultato ha ottenuto l'accesso al campionato mondiale di Francia 2019, prima volta a un mondiale per la nazionale cilena. Ha, inoltre, partecipato al torneo femminile ai Giochi olimpici nel 2020.

## Storia

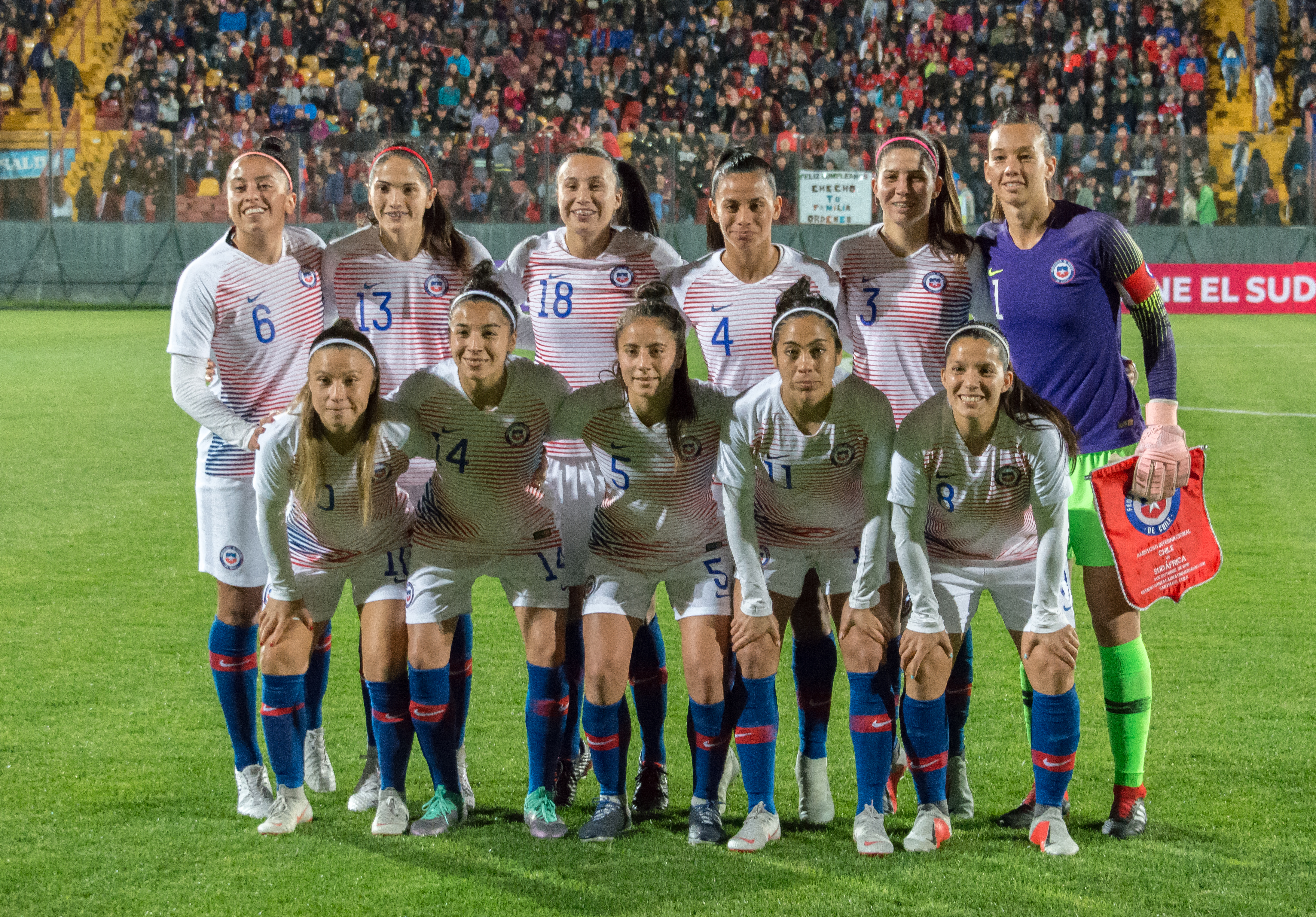
Formazione del Cile prima della partita contro il Sudafrica del 9 ottobre 2018.

Sebbene fossero state create delle squadre femminili di calcio in Cile già a metà del XX secolo, fu solo negli anni ottanta che nacquero delle sezioni femminili dei principali club calcistici nazionali, quali il Colo-Colo. Con l'organizzazione del primo campionato mondiale da parte della FIFA nel 1991, venne istituita la nazionale femminile del Cile tramite l'Asociación Nacional de Fútbol Profesional (ANFP). Bernardo Bello, già calciatore del Colo-Colo, venne incaricato della guida tecnica della squadra nazionale e di fare la prima selezione in vista del campionato sudamericano 1991. Alla prima edizione del campionato sudamericano presero parte Brasile, Cile e Venezuela. La prima partita del torneo, nonché prima partita ufficiale della nazionale cilena, venne vinta dal Brasile per 6-1 e Ada Cruz fu la prima calciatrice cilena a realizzare una rete in una partita ufficiale. Il Cile vinse la partita contro il Venezuela, il Brasile vinse il torneo e Ada Cruz venne nominata migliore calciatrice del campionato.
Nel 1995 la seconda edizione del campionato sudamericano venne conclusa al terzo posto alle spalle di Brasile e Argentina. Nella decade successiva il Cile non ottenne risultati di rilievo nelle varie edizioni del campionato sudamericano, tornando sul podio nell'edizione 2010, quando raggiunse il girone finale e chiuse alle spalle di Brasile e Colombia. Dopo aver mancato l'accesso alla fase finale nel 2014, la nazionale entrò in un periodo di inattività, a causa del quale venne anche esclusa dalla classifica mondiale femminile della FIFA, situazione comune ad altre nazionali sudamericane in quel periodo. Nel maggio 2017 tornò a giocare una partita amichevole, iniziando la preparazione alla Copa América Femenina 2018, organizzata proprio in Cile, dove venne conquistato un secondo posto. Nel girone finale la Roja perse la prima partita dal Brasile, pareggiò con la Colombia e vinse contro l'Argentina, ottenendo la seconda posizione che garantiva la qualificazione al campionato mondiale 2019 e al play-off per l'accesso al torneo femminile ai Giochi della XXXII Olimpiade.

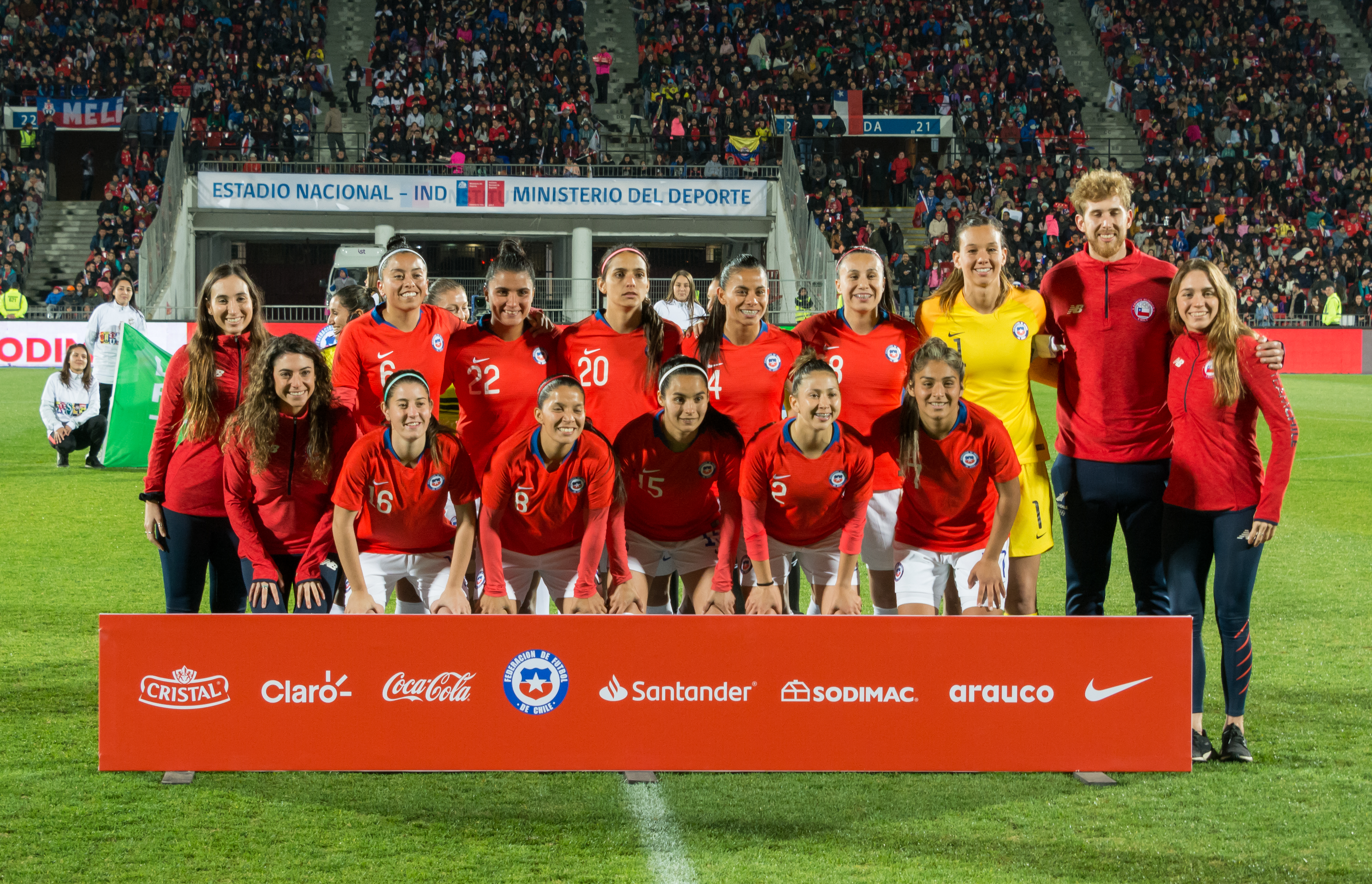
Formazione del Cile prima della partita contro la Colombia del 19 maggio 2019.

Alla prima partecipazione al campionato mondiale, il Cile venne sorteggiato nel gruppo F assieme a Stati Uniti, Svezia e Thailandia. Nella prima partita la Roja perse 0-2 dalla Svezia, per poi perdere 0-3 dagli Stati Uniti. Nella terza partita arrivò una vittoria per 2-0 sulla Thailandia, che diede il terzo posto nel raggruppamento che non bastò per accedere alla fase a eliminazione diretta, visto che le cilene risultarono la prima delle terze escluse per la peggior differenza reti.
A metà aprile 2021 la Roja giocò lo spareggio per l'ultimo posto disponibile ai Giochi olimpici contro il Camerun; dopo aver vinto l'andata per 2-1, il pareggio senza reti nella gara di ritorno diede alle cilene la qualificazione per la prima volta nella loro storia. Il torneo femminile ai Giochi olimpici di Tokyo 2020 venne disputato nell'estate 2021, un anno dopo il previsto, a causa delle restrizioni legate alla pandemia di COVID-19. La nazionale cilena venne sorteggiata nel gruppo E con Gran Bretagna, Canada e Giappone. Tutte e tre le partite del raggruppamento vennero perse, determinando l'eliminazione del torneo.
Nella Copa América Femenina 2022 il Cile concluse al terzo posto il proprio raggruppamento, accedendo allo spareggio per il quinto posto, vinto dopo i tiri di rigore sul Venezuela; il quinto posto ha consentito l'accesso ai play-off intercontinentali per tre posti alla fase finale del campionato mondiale 2023. Nei play-off ha perso 2-1 contro Haiti la finale del raggruppamento B, fallendo l'accesso al campionato mondiale.

## Partecipazione ai tornei internazionali
Legenda: Grassetto: Risultato migliore, Corsivo: Mancate partecipazioni

## Tutte le rose

### Mondiali
Coppa del Mondo FIFA 20191 Endler, 2 R. Soto, 3 Guerrero, 4 Lara, 5 Díaz, 6 C. Soto, 7 Rojas, 8 Araya, 9 Urrutia, 10 Aedo, 11 López, 12 Campos, 13 Grez, 14 Pardo, 15 Galaz, 16 Pinilla, 17 Toro, 18 Sáez, 19 Huenteo, 20 Zamora, 21 Balmaceda, 22 Durán, 23 Torrero, CT: Letelier

### Giochi olimpici
Calcio ai Giochi Olimpici Estivi 20201 Endler, 2 Jiménez, 3 Guerrero, 4 Lara, 5 Ramírez, 6 N. López, 7 Acuña, 8 Araya, 9 Urrutia, 10 Aedo, 11 Y. López, 12 Campos, 13 Pinilla, 14 Pardo, 15 Zamora, 16 Balmaceda, 17 Toro, 18 Sáez, 19 Grez, 20 Mardones, 21 Díaz, 22 Canales, CT: Letelier

### Copa América Femenina
Copa América Femenina 20181 Endler, 2 R. Soto, 3 Guerrero, 4 Lara, 5 Soruco, 6 C. Soto, 7 Rojas, 8 Araya, 9 Quezada, 10 Aedo, 11 López, 12 Campos, 13 Grez, 14 Pinilla, 15 Galaz, 16 Gutiérrez, 17 Leyton, 18 Sáez, 19 Huenteo, 20 Hernández, 21 Urrutia, 22 Armijo, CT: Letelier
Copa América Femenina 20221 Endler, 2 Navarrete, 3 Guerrero, 4 Lara, 5 Ramírez, 6 N. López, 7 Acuña, 8 Araya, 9 Urrutia, 10 Aedo, 11 Y. López, 12 Campos, 13 Grez, 14 Pardo, 15 Zamora, 16 Leyton, 17 Toro, 18 Sáez, 19 Rojas, 20 Jiménez, 21 Balmaceda, 22 Valencia, 23 Canales, CT: Letelier

## Rosa
Lista delle 24 giocatrici convocate dal selezionatore José Letelier per le amichevoli del 12 e 15 novembre 2022 contro le Filippine.
| N. | Pos. | Giocatore           | Data nascita (età) | Pres. | Reti | Squadra              |  |
| -- | ---- | ------------------- | ------------------ | ----- | ---- | -------------------- |  |
|    | P    | Antonia Canales     | 16 ottobre 2002    |       |      | Colo-Colo            |  |
|    | P    | Christiane Endler   | 23 luglio 1991     |       |      | Olympique Lione      |  |
|    | P    | Ryann Torrero       | 1º settembre 1990  |       |      | svincolata           |  |
|    |      |                     |                    |       |      |                      |  |
|    | A    | Rosario Balmaceda   | 23 marzo 1999      |       |      | Santiago Morning     |  |
|    | D    | Carla Guerrero      | 23 dicembre 1987   |       |      | Universidad de Chile |  |
|    | D    | Fernanda Hidalgo    | 4 maggio 1998      |       |      | Colo-Colo            |  |
|    | D    | Nayadet López       | 5 agosto 1994      |       |      | Espanyol             |  |
|    | D    | Michelle Olivares   | 4 aprile 2002      |       |      | Colo-Colo            |  |
|    | D    | Fernanda Ramírez    | 30 agosto 1992     |       |      | Colo-Colo            |  |
|    | D    | Camila Sáez         | 17 ottobre 1994    |       |      | Alavés               |  |
|    | D    | Javiera Toro        | 22 aprile 1998     |       |      | Granadilla Tenerife  |  |
|    |      |                     |                    |       |      |                      |  |
|    | C    | Karen Araya         | 16 ottobre 1990    |       |      | Madrid CFF           |  |
|    | C    | Javiera Grez        | 11 luglio 2000     |       |      | Colo-Colo            |  |
|    | C    | Yastin Jiménez      | 17 ottobre 2000    |       |      | Colo-Colo            |  |
|    | C    | Yessenia López      | 20 ottobre 1990    |       |      | Universidad de Chile |  |
|    | C    | Ivette Olivares     | 4 agosto 1997      |       |      | Palestino            |  |
|    | C    | Gisela Pino         | 1º settembre 1992  |       |      | Deportivo Cali       |  |
|    |      |                     |                    |       |      |                      |  |
|    | A    | Yenny Acuña         | 24 marzo 2000      |       |      | Santiago Morning     |  |
|    | A    | Millaray Cortés     | 30 giugno 2004     |       |      | Univ. Católica       |  |
|    | A    | Sonya Keefe         | 11 aprile 2003     |       |      | Universidad de Chile |  |
|    | A    | Valentina Navarrete | 13 luglio 2003     |       |      | Santiago Morning     |  |
|    | A    | Thiare Parraguez    | 4 luglio 2000      |       |      | O'Higgins            |  |
|    | A    | Isidora Olave       | 23 aprile 2002     |       |      | Colo-Colo            |  |
|    | A    | Daniela Zamora      | 13 novembre 1990   |       |      | Universidad de Chile |  |

## Confronti con le altre nazionali
Aggiornato al 18 novembre 2018 sono contate solo le partite con le nazionali A.
| Nazionale         | Anno primo incontro | G  | V | N | P  | GF | GS | DG  | Confederazione |
| ----------------- | ------------------- | -- | - | - | -- | -- | -- | --- | -------------- |
| Argentina         | 1995                | 16 | 5 | 4 | 7  | 21 | 31 | -10 | CONMEBOL       |
| Australia         | 2018                | 2  | 1 | 0 | 1  | 3  | 7  | -4  | AFC            |
| Bolivia           | 1995                | 5  | 4 | 0 | 1  | 20 | 7  | +13 | CONMEBOL       |
| Brasile           | 1991                | 13 | 0 | 0 | 13 | 5  | 51 | -44 | CONMEBOL       |
| Canada            | 2013                | 1  | 1 | 0 | 0  | 1  | 0  | +1  | CONCACAF       |
| Cina              | 2009                | 2  | 1 | 0 | 1  | 1  | 2  | -1  | AFC            |
| Colombia          | 1998                | 11 | 2 | 5 | 4  | 9  | 14 | -5  | CONMEBOL       |
| Costa Rica        | 2018                | 2  | 1 | 1 | 0  | 6  | 2  | +4  | CONCACAF       |
| Danimarca         | 2010                | 2  | 0 | 0 | 2  | 1  | 6  | -5  | UEFA           |
| Ecuador           | 1995                | 3  | 1 | 1 | 1  | 5  | 5  | 0   | CONMEBOL       |
| Francia           | 2017                | 1  | 0 | 0 | 1  | 0  | 1  | -1  | UEFA           |
| Galles            | 2011                | 1  | 0 | 0 | 1  | 1  | 2  | -1  | UEFA           |
| Giappone          | 2010                | 1  | 0 | 1 | 0  | 1  | 1  | 0   | AFC            |
| India             | 1994                | 1  | 1 | 0 | 0  | 2  | 1  | +1  | AFC            |
| Italia            | 2011                | 3  | 0 | 0 | 3  | 3  | 11 | -8  | UEFA           |
| Messico           | 2009                | 4  | 0 | 1 | 3  | 0  | 11 | -11 | CONCACAF       |
| Paraguay          | 2014                | 2  | 0 | 1 | 1  | 3  | 4  | -1  | CONMEBOL       |
| Perù              | 1998                | 5  | 3 | 0 | 2  | 21 | 4  | +17 | CONMEBOL       |
| Portogallo        | 2011                | 1  | 0 | 1 | 0  | 0  | 0  | 0   | UEFA           |
| Porto Rico        | 2006                | 1  | 1 | 0 | 0  | 5  | 1  | +4  | CONCACAF       |
| Romania           | 2011                | 2  | 0 | 1 | 1  | 1  | 3  | -2  | UEFA           |
| Russia            | 1994                | 1  | 0 | 0 | 1  | 0  | 2  | -2  | UEFA           |
| Scozia            | 2013                | 1  | 1 | 0 | 0  | 4  | 3  | +1  | UEFA           |
| Stati Uniti       | 2018                | 2  | 0 | 0 | 2  | 0  | 7  | -7  | CONCACAF       |
| Sudafrica         | 2018                | 2  | 1 | 1 | 0  | 4  | 3  | +1  | CAF            |
| Trinidad e Tobago | 2011                | 1  | 1 | 0 | 0  | 3  | 0  | +3  | CONCACAF       |
| Ungheria          | 1994                | 1  | 0 | 0 | 1  | 0  | 4  | -4  | UEFA           |
| Uruguay           | 2006                | 3  | 2 | 0 | 1  | 3  | 2  | +1  | CONMEBOL       |
| Uzbekistan        | 2010                | 1  | 1 | 0 | 0  | 5  | 0  | +5  | AFC            |
| Venezuela         | 1991                | 3  | 0 | 1 | 2  | 6  | 0  | +6  | CONMEBOL       |